# Moucherolle aztèque
Xenotriccus mexicanus
Ne doit pas être confondu avec Moucherolle du Mexique.
Espèce
Synonymes
- Aechmolophus mexicanus

Statut de conservation UICN

 LC  : Préoccupation mineure
Le Moucherolle aztèque (Xenotriccus mexicanus) est une espèce de passereau placée dans la famille des Tyrannidae.

## Distribution
Cet oiseau vit à l'intérieur des terres, au Sud-Ouest du Mexique (du centre de l'État de Michoacán à celui d'Oaxaca). Les informations sur la présence de l'espèce au Guatemala sont probablement inexactes,. 

## Habitat
Cet oiseau est relativement commun à une altitude de 900 à 2 000 m, dans les broussailles et les mezquites des régions séches et dans les forêts de chênes.

## Alimentation
Il se nourrit d'insectes qu'il chasse depuis les branches basses, les attrapant au sol ou dans le feuillage des arbres. 

## Reproduction
Il pond deux à trois œufs par couvées. Son nid est fait d'herbes ou d'autres fibres végétales. Il est habituellement fixé à un buisson ou à une branche par de la soie d'araignée.